# دون داي
دون داي (بالإنجليزية: Don Day)‏ هو سياسي أسترالي، ولد في 19 فبراير 1924 في ملبورن في أستراليا، وتوفي في 18 مايو 2010 في نيوساوث ويلز في أستراليا. حزبياً، نشط في حزب العمال الأسترالي. وقد انتخب عضو الجمعية التشريعية نيو ساوث ويلز.